# 에이겐지촌
에이겐지촌(永源寺村)은 시가현 간자키군에 있던 촌이다. 현재의 히가시오미시 동부에 해당한다.